# چاه‌سنگری
چاه سنگری یک روستا در ایران است که در بخش مرکزی شهرستان سیرجان واقع شده‌است. چاه سنگری ۱۱۶ نفر جمعیت دارد.